# Siddharthanagar
Siddharthanagar is een stad (Engels: municipality; Nepalees: nagarpalika) in het zuiden van Nepal, en tevens de hoofdstad van het district Rupandehi. De stad telde bij de volkstelling in 1991 39.473 inwoners, in 2001 52.569, in 2011 63.483.
De stad ligt 265 kilometer ten westen van de hoofdstad Kathmandu.